# Градишче при Литији
Градишче при Литији (словен. Gradišče pri Litiji) је насељено место у општини Шмартно при Литији, Средњесловенска регија, Словенија.

## Историја
До територијалне реорганизације у Словенији биле су у саставу старе општине Литија.

## Становништво
У попису становништва из 2011. године, Градишче при Литији су имале 83 становника.
| Број становника према пописима | Број становника према пописима | Број становника према пописима |
| ------------------------------ | ------------------------------ | ------------------------------ |
| 1991                           | 2002                           | 2011                           |
| 73                             | 89                             | 83                             |

Напомена: До 1953. исказивано под именом Градишче. Године 1953. повећана за насеља Кремењак и Примскова Гора, која су укинута.